# Allgemeines Turnen
Unter dem Begriff Allgemeines Turnen werden die verschiedensten Turnsportarten als Breiten-, Freizeit- und Gesundheitssport zusammengefasst.
Das Allgemeine Turnen wird national vom Deutschen Turner-Bund (DTB) und international – genauso wie die Sportarten Gerätturnen, Trampolinturnen, Rhythmische Sportgymnastik, Sportaerobic und Sportakrobatik – durch die Fédération Internationale de Gymnastique (FIG, Internationaler Turnverband) und die Union Européenne de Gymnastique (UEG, Europäische Turnunion) vertreten.